# San Martín de Moreda
San Martín de Moreda és una localitat situada a la comarca del Bierzo, província de Lleó. Es troba a 30 km de Ponferrada, 75 km de Lugo i 174 km de Lleó.

## Localització
S'assenta a l'interior del terme municipal de Vega de Espinareda, i limita amb altres localitats, com Bustarga, Penoselo, Valle de Finolledo i Moreda. El municipi es troba localitzat en la zona oest de la província de Lleó, més concretament en la comarca del Bierzo, en un dels extrems de la Reserva Natural de los Ancares.
El poble se situa geogràficament a la vall del riu Ancares, entre les valls d'Aneares, Burbia i Fornela. Deixant arrere l'ampla plana de Ponferrada en direcció de Vega de Espinareda, i a un pas de Galiza, el poble està envoltat de crestes i muntanyes del terciari, situat en una plana sedimentària d'aprofitament agrícola i ramader. És una zona molt rica en flora i fauna silvestre, com ara ossos bruns, senglars, cabirols, llops, pins, xops, roures i alzines.

## Història
Encara que els orígens de la localitat de Sant Martí de Moreda pareixen situar-se al voltant del segle xi, s'han trobat jaciments de castres cèltics en la zona: tombes, dos castres, en un d'aquests es pot veure construccions i la pedra de sacrificis. A més de restes d'un assentament romà, encara visible el lloc on s'extreia l'or i els canals fets per a portar l'aigua. Durant la construcció de diverses cases es van descobrir galeries romanes que s'estenen baix tot el poble, malauradament avui en dia es troben soterrades i no són visitables.
Durant el Règim franquista va ser un poble del senyoriu de l'abadia de San Andrés de Espinareda. Després de la desaparició dels senyorius, passà a dependre del nou municipi del Valle de Finolledo, fins que aquest integra en el de Vega de Espinareda l'any 1973.

## Demografia
Segons el INE, s'observa una estabilització en el despoblament de la població:
| 2000 |  | 2001 |  | 2002 |  | 2003 |  | 2004 |  | 2005 |  | 2006 |  | 2007 |  | 2008 |  | 2009 |
| ---- |  | ---- |  | ---- |  | ---- |  | ---- |  | ---- |  | ---- |  | ---- |  | ---- |  | ---- |
| 50   |  | 46   |  | 48   |  | 47   |  | 52   |  | 51   |  | 50   |  | 48   |  | 51   |  | 52   |

## Lingüística
A la localitat es parla asturlleonès (varietat: lleonès occidental), aquesta varietat té una gran influència galaicoportuguesa en estar en la frontera lingüística occidental. També hi ha una forta pressió castellana.

## Economia
Actualment la subsistència del poble es basa en l'agricultura i la ramaderia, encara que es poden trobar algunes edificacions encarades al turisme rural.

## Llocs d'interés
A l'hora de visitar Sant Martín de Moreda, els llocs amb més interés són:
- Parc Natural dels Ancares
- Castanyers centenaris
- Pont Romà
- Safareig públic
- Molins
- Església de Sant Martí

## Festes
- Festa de La Autaba
- El San Martín (11 de novembre)

## Gastronomia
En la zona són productes típics: vi, castanyes, mel, raïm i embotits, especialment el botillo (un embotit típic).

## Galeria

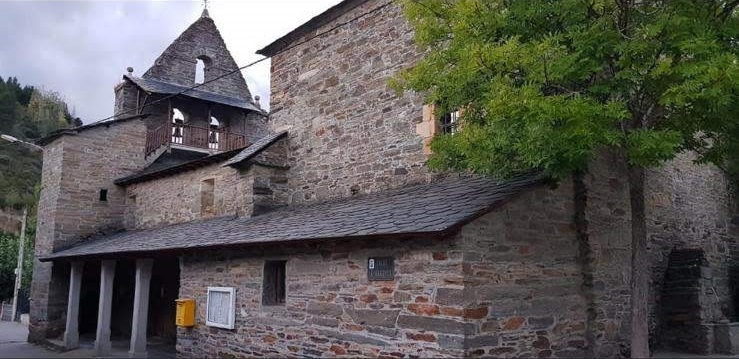
Façana lateral de l'església
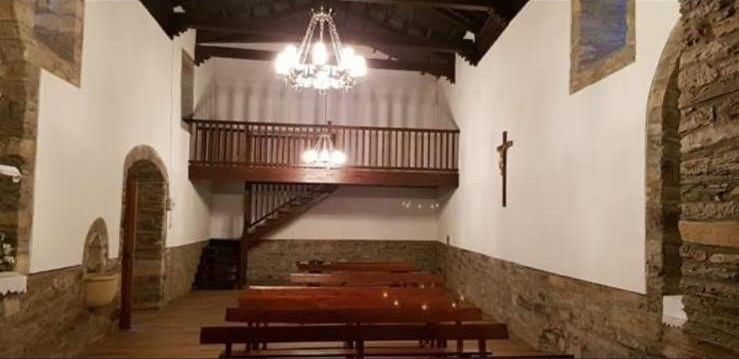
Interior de l'església
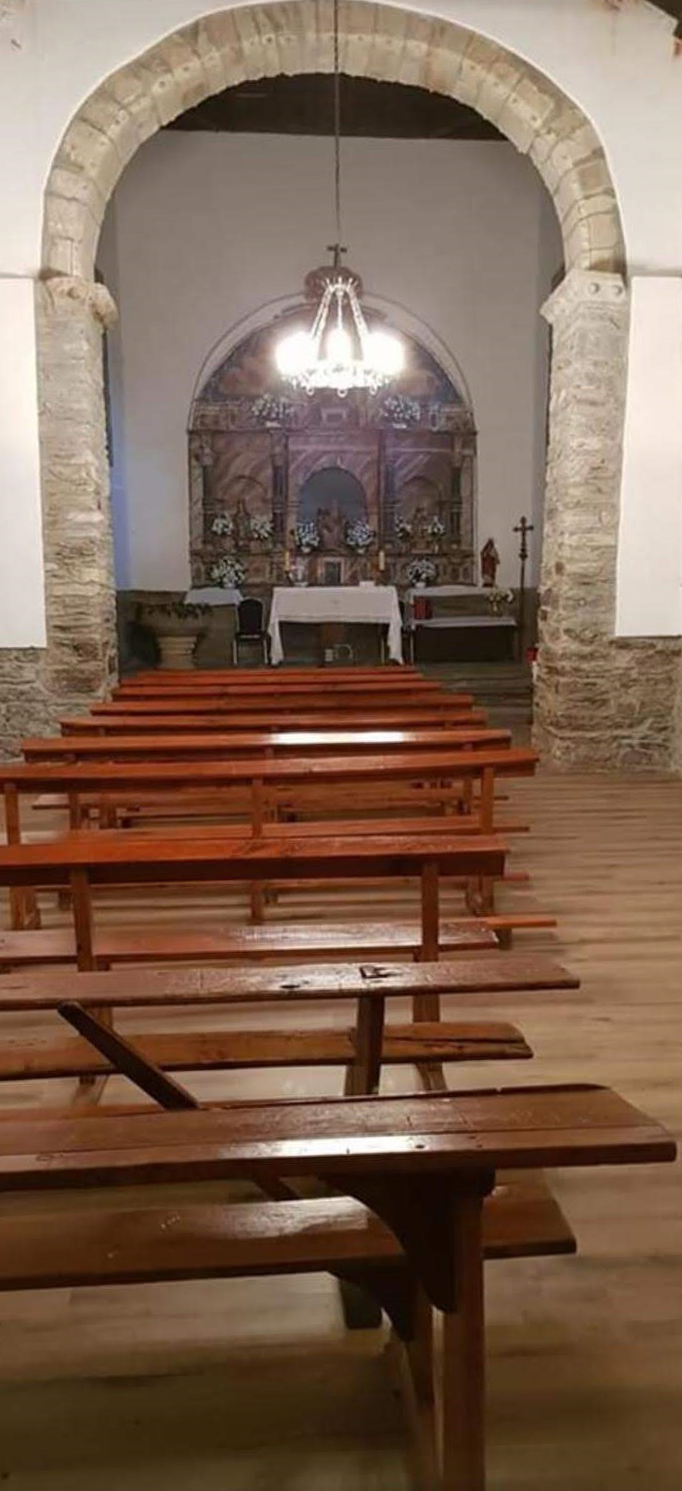
Altar i reraltar
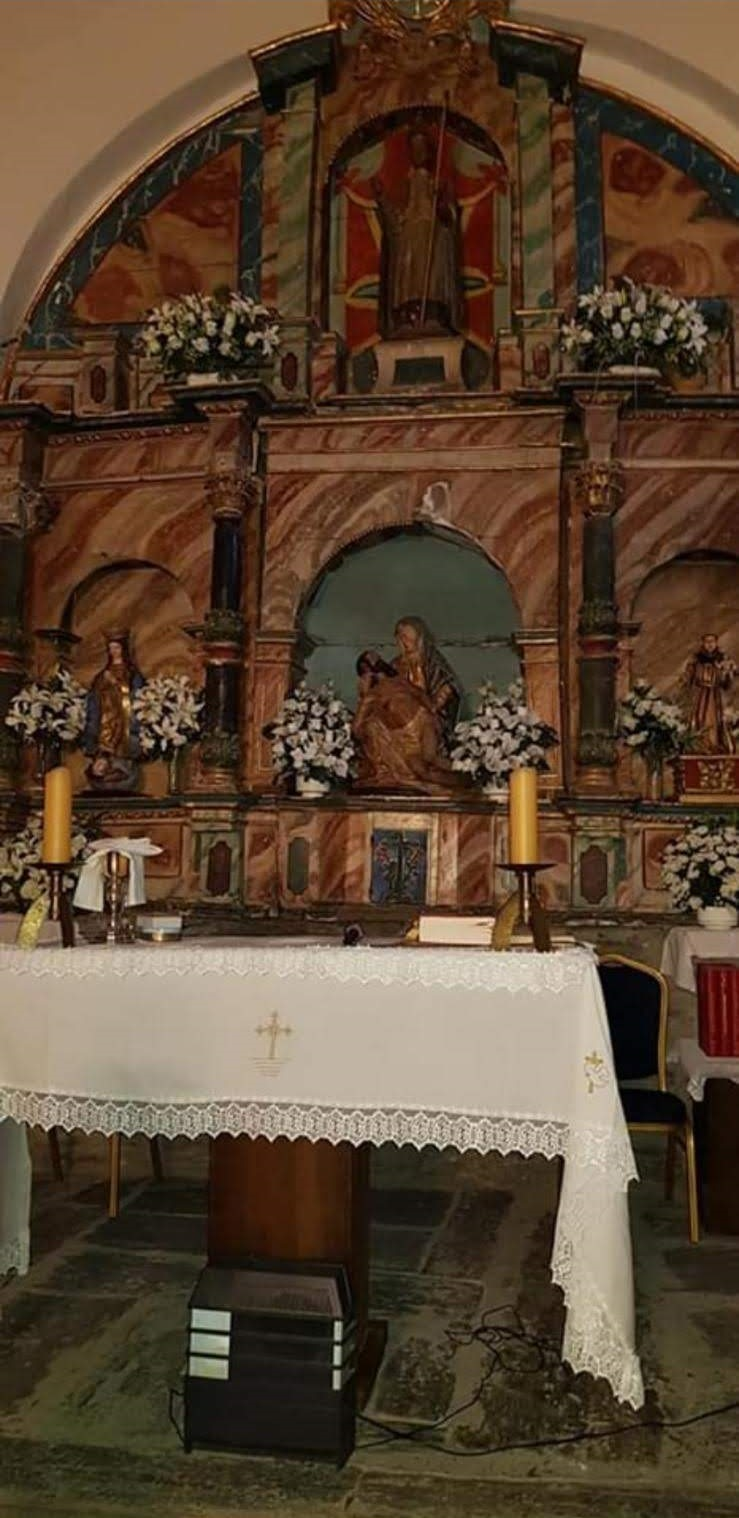
Detall de l'altar i reraltar
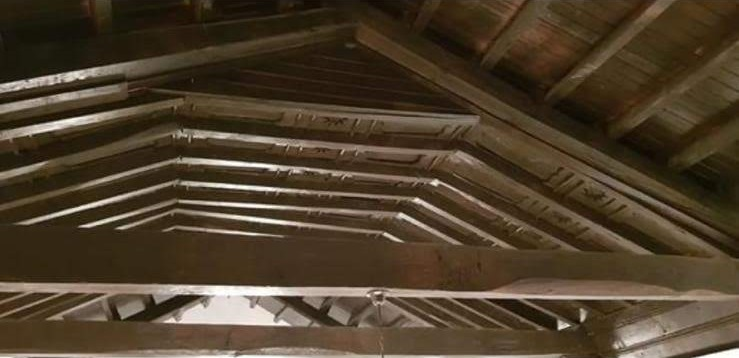
Sostre de fusta ornamentada de l'església